# Jak ugryźć 10 milionów 2
Jak ugryźć 10 milionów 2 – komedia kryminalna produkcji amerykańskiej z 2004 roku. Kontynuacja filmu Jak ugryźć 10 milionów z 2000 roku.

## Fabuła
Jimmy "Tulipan" prowadzi nowe życie. Nie pracuje jako płatny zabójca, tylko zajmuje się swoim domem. Pewnego dnia żona jego starego sąsiada zostaje porwana przez mafię. Oz prosi Jimmy'ego o pomoc.

## Obsada
- Natasha Henstridge – Cynthia Oseransky
- Matthew Perry – Nicholas 'Oz' Oseransky
- Bruce Willis – Jimmy Tulipan Tudeski
- Kevin Pollak – Lazlo Gogolak
- Amanda Peet – Jill St. Claire
- Silas Weir Mitchell – Yermo
- Lisa Gallay – Anya
- Johnny Messner – Zevo
- Carl Ciarfalio – Ochroniarz
- Tallulah Belle Willis – Skaut jaskiniowy
- Lily Kravitz – gość na urodzinach
- Frank Collison – Strabo Gogolak
- Johnny Williams – Vito
- Christopher Gerse – Młody Jimmy
- George Zapata – Facet w bagażniku